# Kohn Pedersen Fox
Kohn Pedersen Fox Associates (KPF) es una firma de arquitectura estadounidense que brinda servicios de arquitectura, interiores, programación y planificación maestra para clientes de los sectores público y privado. Es una de las firmas de arquitectura más grandes de Nueva York, donde tiene su sede.

## Historia

### Inicios en los Estados Unidos (1976-1980)

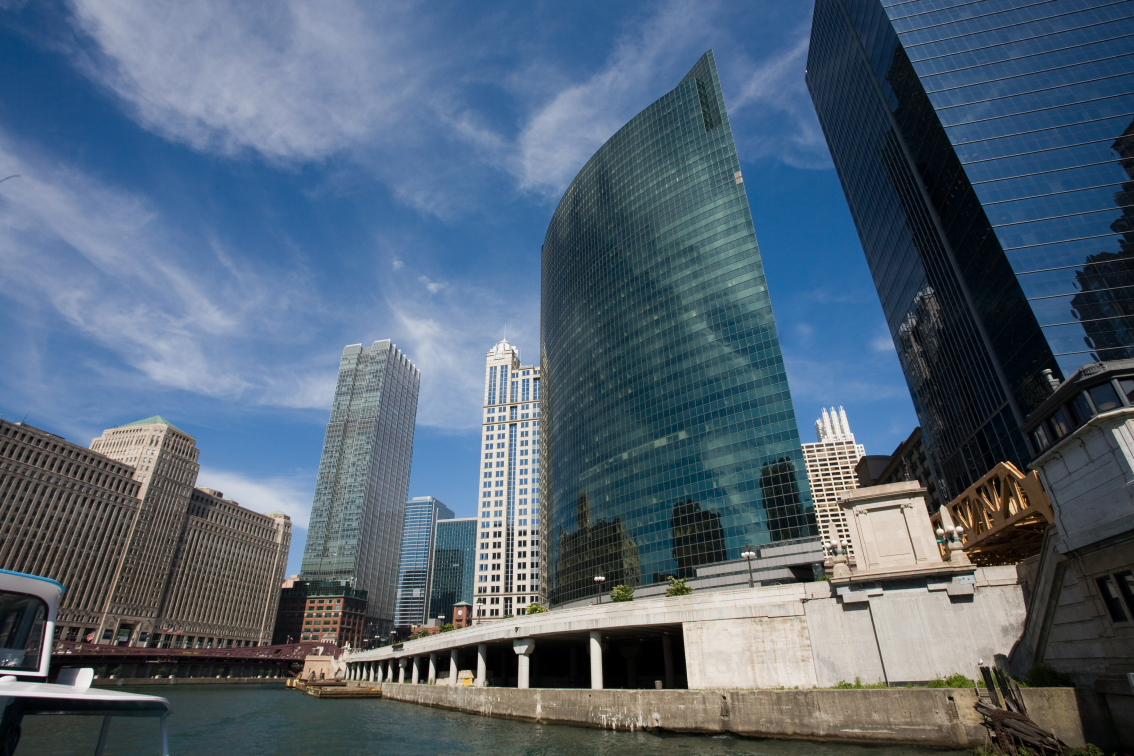
333 Wacker Drive, Chicago

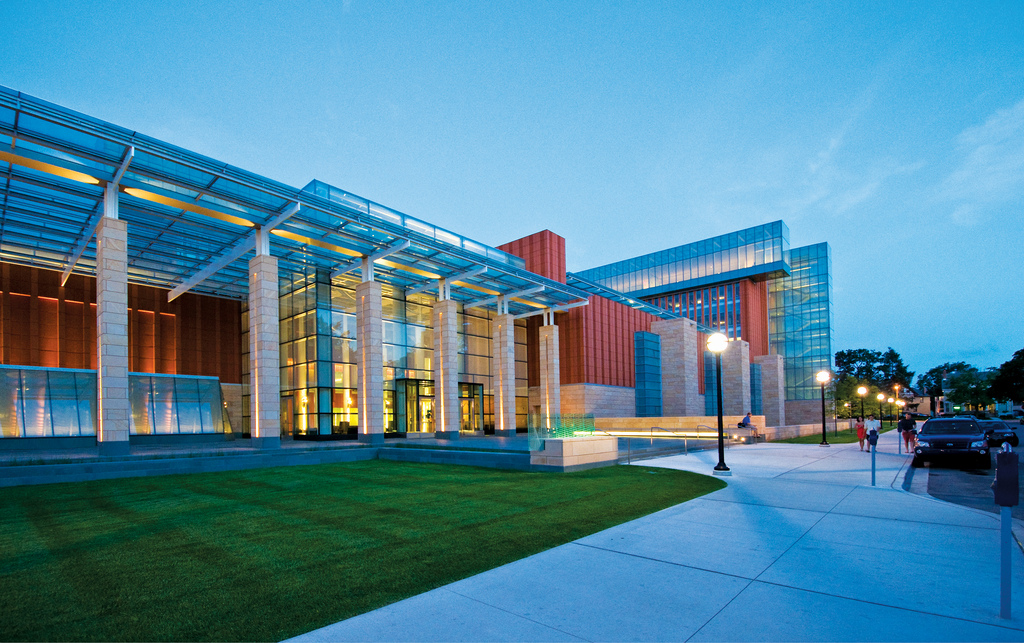
Ross School of Business, Universidad de Míchigan, Ann Arbor

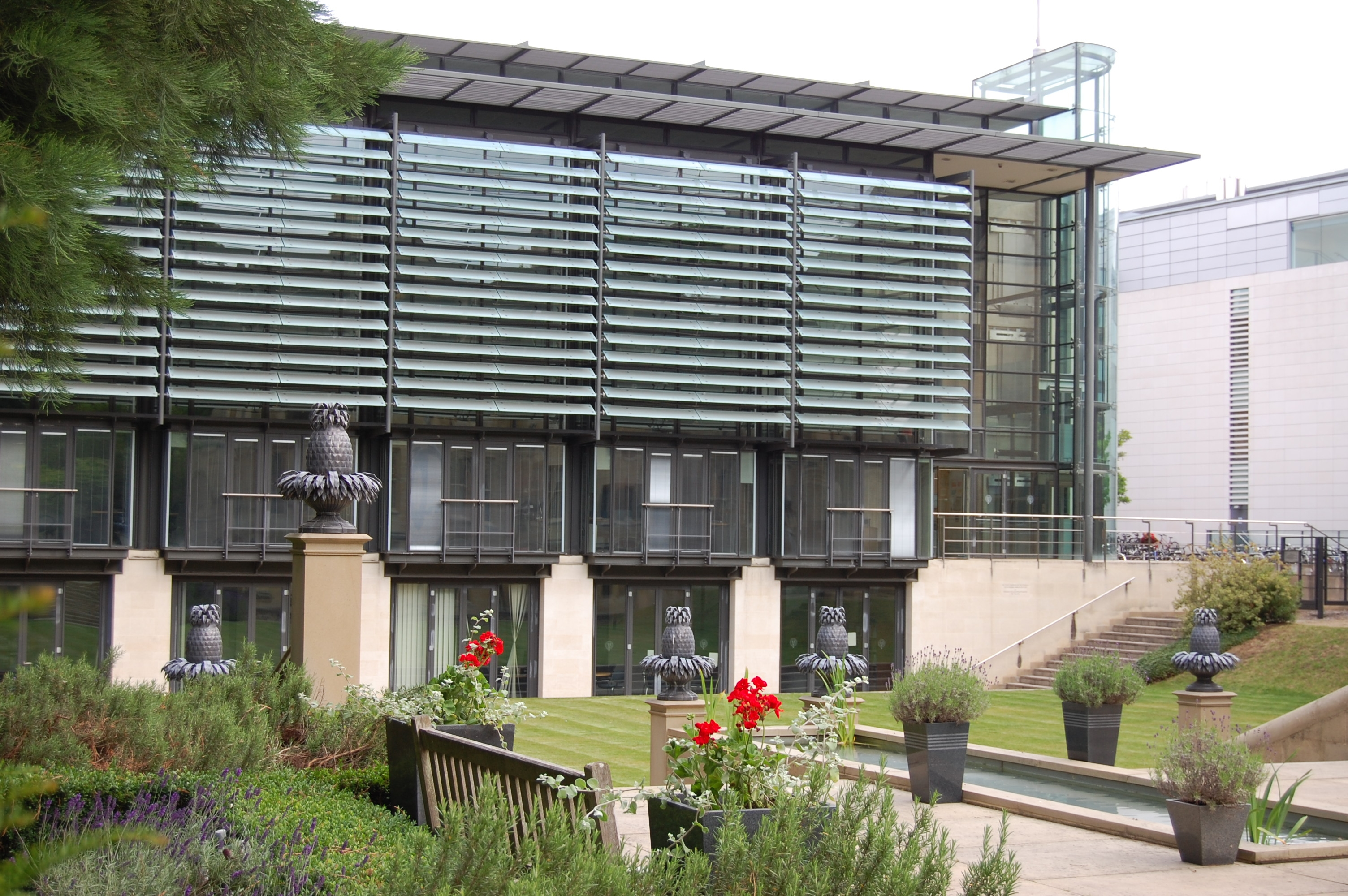
Instituto Americano Rothermere, Universidad de Oxford

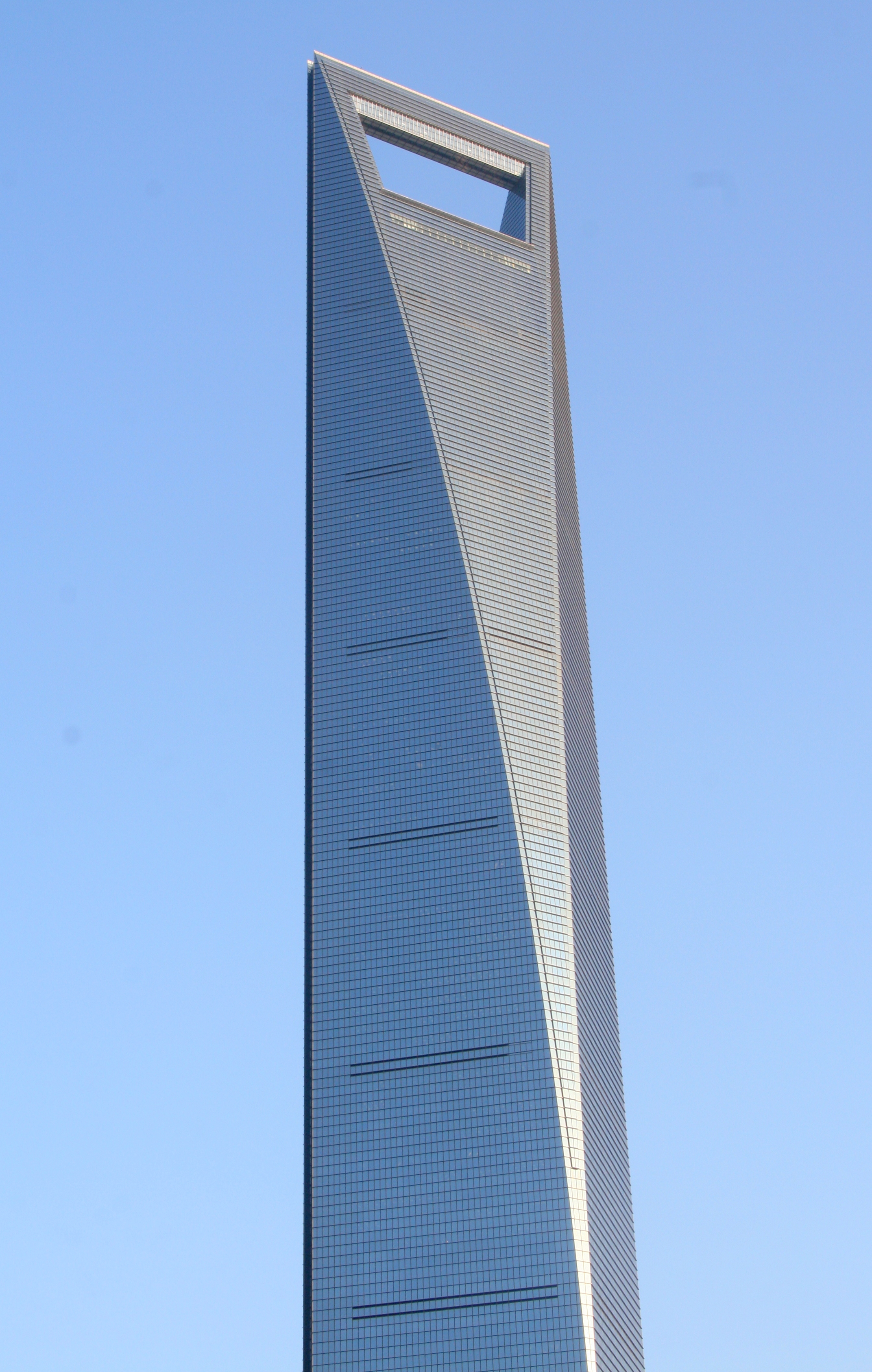
Shanghai World Financial Center, Shanghai

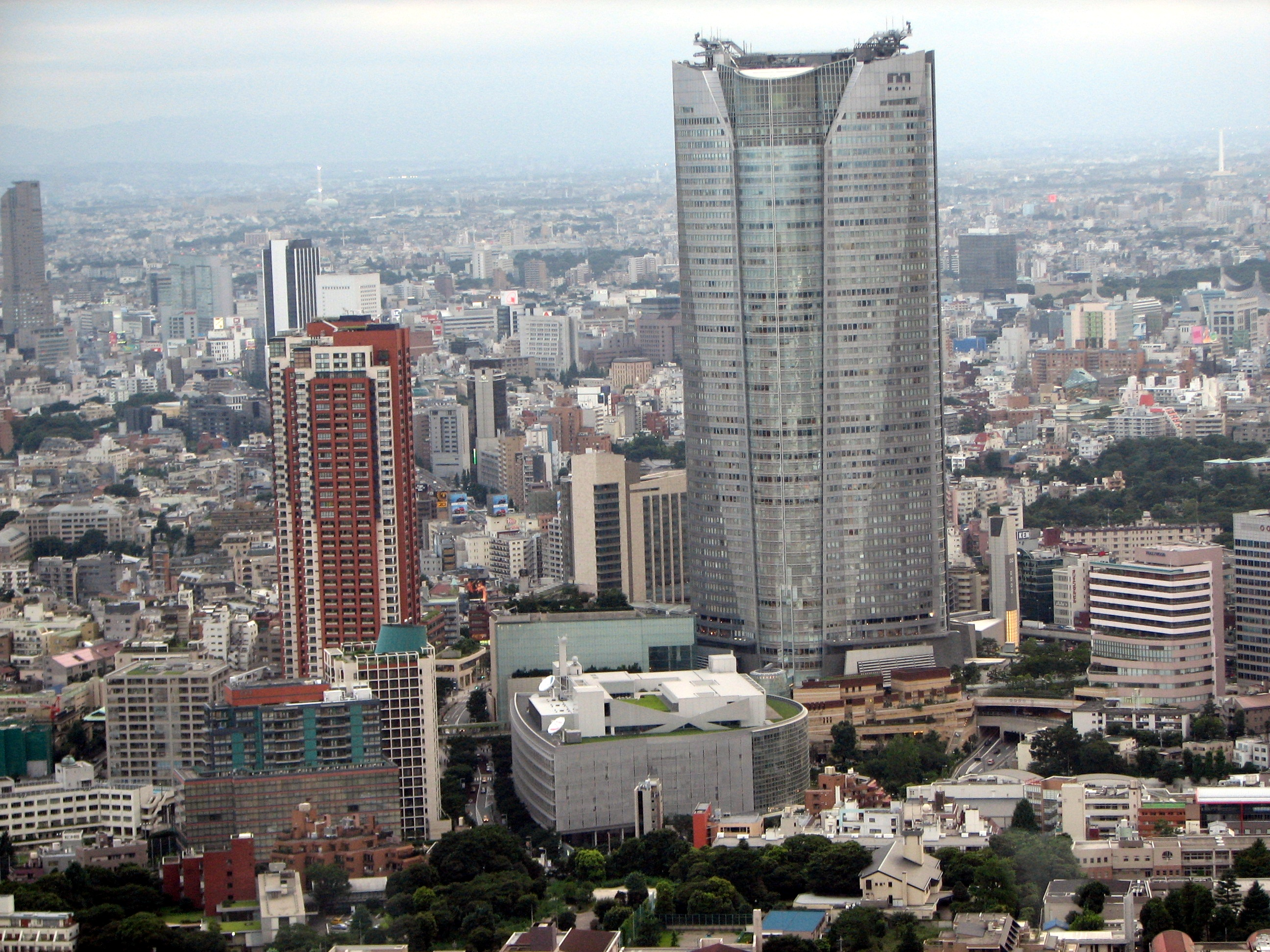
Roppongi Hills, Tokio, Japón

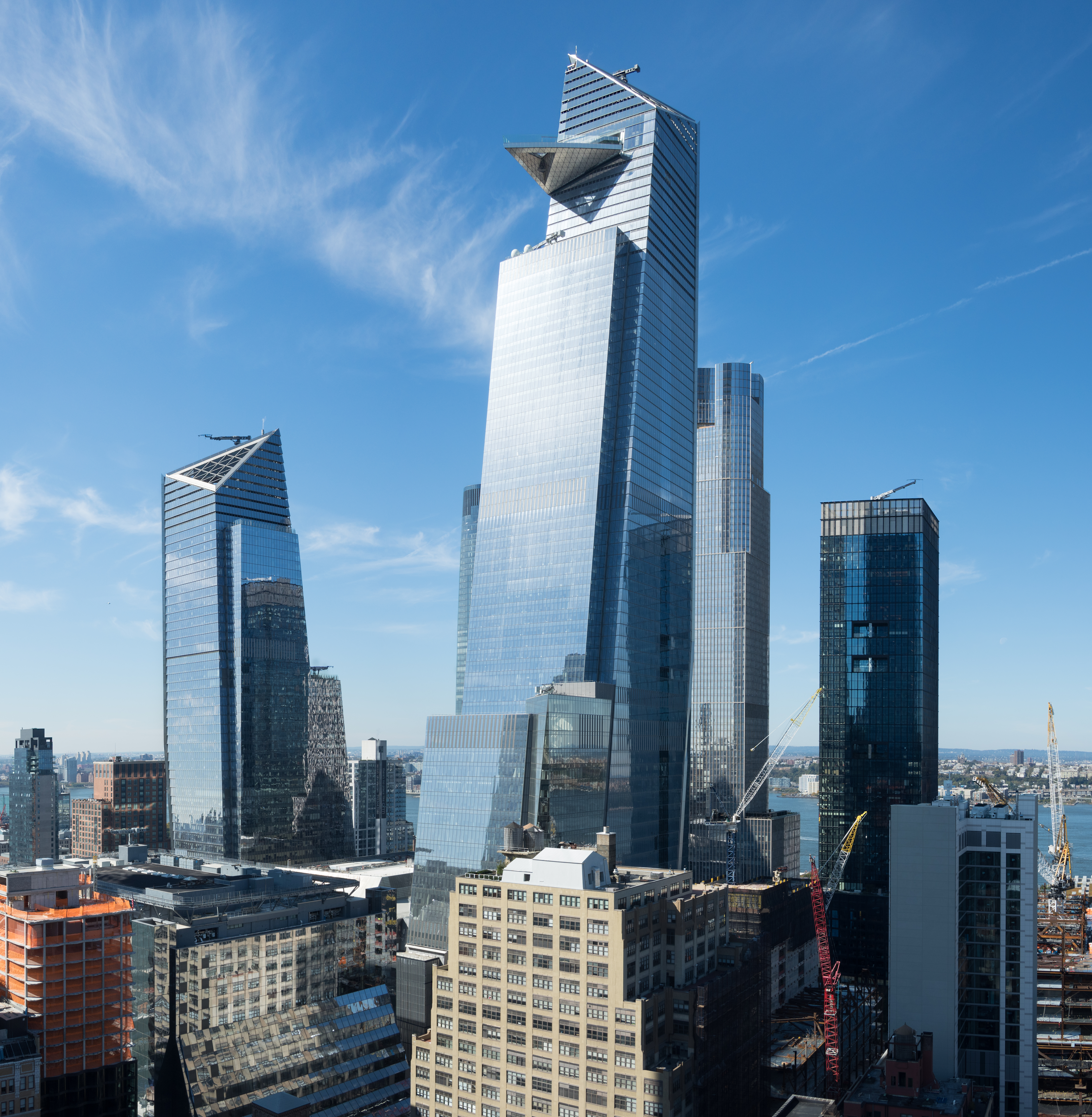
Hudson Yards, Nueva York

KPF fue fundada en 1976 por A. Eugene Kohn, William Pedersen y Sheldon Fox, quienes coordinaron su salida de John Carl Warnecke & Associates, uno de los estudios de arquitectura más importantes del país. Poco después, la American Broadcasting Company (ABC) eligió a KPF para remodelar un antiguo edificio de armería en el West Side de Manhattan para albergar estudios de televisión y oficinas. Esto dio lugar a 14 proyectos más para ABC durante los próximos 11 años, así como a comisiones de las principales corporaciones de todo el país, incluidas AT&T y Hercules Incorporated. A mediados de los años 1980, KPF tenía casi 250 arquitectos trabajando en proyectos en Estados Unidos. 
En 1985, John Burgee (del estudio de arquitectura rival John Burgee Architects) llamó a KPF "La mejor firma comercial que ejerce actualmente en Estados Unidos" El diseño de KPF para 333 Wacker Drive en Chicago (1983), que recibió el Premio Nacional de Honor del American Institute of Architects (AIA) en 1984, hizo famosa a la firma a nivel nacional. Sigue siendo un hito de Chicago y fue votado como "Edificio favorito" por los lectores del Chicago Tribune tanto en 1995 como en 1997.
En 1986, la sede de Procter & Gamble de KPF en Cincinnati, que incluyó un diseño interior de planta abierta de Patricia Conway, fue reconocida por su diseño innovador con el Premio Nacional de Honor AIA. Tras estos proyectos, KPF fue seleccionado para diseñar la Sede Mundial de IBM en Armonk, NY (1997), el Edificio de Título y Fideicomiso de Chicago en Chicago (1992) y el Banco de la Reserva Federal de Dallas (1993).
En los años 1990, KPF también asumió un mayor número de proyectos gubernamentales y cívicos, incluido el Palacio de Justicia de los Estados Unidos de Foley Square en Nueva York (1995), el Palacio de Justicia de los Estados Unidos Mark O. Hatfield en Portland, Oregón (1996), el Palacio de Justicia de los Estados Unidos de Minneapolis (1996), el Aeropuerto Internacional de Búfalo-Niágara (1993) y la remodelación de la sede del Banco Mundial en Washington D. C. (1996), que ha sido premiada en múltiples ocasiones.
La entrada ganadora de KPF en el concurso internacional para la sede del Banco Mundial, que atrajo a 76 participantes de 26 países, fue la única que previó la conservación de las estructuras existentes.

### Expansión a Europa (décadas de 1980 a 1990)
En las décadas de 1980 y 1990, KPF pasó de ser una firma estadounidense conocida por sus diseños corporativos a una firma internacional con comisiones institucionales, gubernamentales y de transporte, además del trabajo corporativo.
KPF completó el diseño de dos bloques de la remodelación a gran escala de Canary Wharf (1987) y la sede de Goldman Sachs en Fleet Street (1987-1991). KPF ha sido seleccionada para proyectos en el área de Canary Wharf hasta la actualidad, desde la Clifford Chance Tower (2002) hasta la Sede Europea de KPMG (2009). Su trabajo en Reino Unido incluye Thames Court en Londres (1998), el Rothermere American Institute en la Universidad de Oxford (2001) y el plan maestro de la London School of Economics (2002). El diseño de KPF para la galardonada Westendstraße 1 en Frankfurt (1992), un ejemplo temprano de diseño de uso mixto, aumentó la prominencia internacional de la empresa y su reputación como una práctica global progresiva. 
KPF fue elegido para proyectos posteriores en toda Europa, incluidos Provinciehuis en La Haya (1998), Danube House en Praga (2003), la ampliación y renovación del World Trade Center en Ámsterdam (2004) y la Sede de Endesa en Madrid (2003).

### Proyectos en Asia y otros continentes (de 1990 a 2009)
La introducción de KPF en el mercado asiático comenzó con las Torres Centrales de Ferrocarriles de Japón en Nagoya (1999), un proyecto de 418 064 m². En 10 años, KPF tenía proyectos en Japón, Corea, Indonesia, Tailandia, Hong Kong, Taiwán y China continental. 
Los proyectos de KPF completados en Asia incluyen Plaza 66 en Nanjing Xi Lu de Shanghai (2001), Roppongi Hills en Tokio (2003), Continental Engineering Corporation Tower en Taipéi (2003), Rodin Pavilion en Seúl (2003), la oficina central de Merrill Lynch en Japón en Tokio (2004), Shr-Hwa International Tower en Taichung (2004) y el Shanghai World Financial Center (2008), que fue nombrado el "Mejor edificio alto en general" por el Council on Tall Buildings and the Urban Habitat en 2008.
KPF trabajó con renombrados ingenieros estructurales, Leslie E. Robertson Associates, para maximizar la placa del piso de la torre y la eficiencia del material perfeccionando su forma cónica. Además de este trabajo en Asia, KPF ha completado proyectos en: el Medio Oriente, incluida la sede de la Abu Dhabi Investment Authority (2007) y Marina Towers (2008); América del Sur, incluidas Ventura Corporate Towers en Río de Janeiro (2008) e Infinity Tower en São Paulo (2012); Australia, incluida Chifley Tower en Sídney (1992); y también ha trabajado en varios proyectos en África.

### Presencia nacional y global ampliada (2010-presente)
Cuatro décadas después de su fundación, KPF ha perfeccionado su experiencia particular en el área del diseño de oficinas, estructuras de gran altura y desarrollos urbanos de uso mixto a gran escala.
En noviembre de 2018, la firma anunció la apertura de nuevas oficinas en San Francisco, Berlín y Singapur para apoyar proyectos actuales, nuevas comisiones y esfuerzos inminentes en esas regiones.
Los proyectos de alto perfil de la firma incluyen One Vanderbilt, una nueva torre de oficinas súper alta en Midtown Manhattan ubicada junto a Grand Central Terminal y que brinda acceso directo a la estación; y el plan maestro de Hudson Yards, el desarrollo inmobiliario privado más grande en la historia de los Estados Unidos, que combina residencias con oficinas, hoteles y tiendas, y la vida en la calle. KPF también diseñó los edificios 10 Hudson Yards, 20 Hudson Yards, 30 Hudson Yards y 55 Hudson Yards, que en conjunto ofrecen espacio para oficinas, tiendas minoristas y hotelería dentro del desarrollo.
También en Nueva York, KPF está liderando la remodelación de las Casas Red Hook de la Autoridad de Vivienda de la Ciudad de Nueva York (NYCHA ), que sufrieron graves inundaciones y daños por el viento durante la tormenta Sandy en 2012. Red Hook Houses, el desarrollo de viviendas públicas más grande de Brooklyn, tiene capacidad para más de 6000 personas en 28 edificios.
Fuera de los Estados Unidos, KPF ha estado contribuyendo a la regeneración y conservación de Covent Garden Estate en los roles de planificador maestro y arquitecto para una colección de edificios. También en Londres, la firma diseñó 52 Lime Street, conocida como The Scalpel.

## Obras recientes
Los proyectos de KPF incluyen espacios cívicos y culturales, edificios de oficinas comerciales, instalaciones de transporte, desarrollos residenciales y hoteleros, instalaciones educativas e institucionales y desarrollos comerciales de uso mixto.
En Boston, KPF está diseñando actualmente dos proyectos frente al mar: Channelside, tres edificios con viviendas, oficinas, laboratorios y venta al por menor en Fort Point Waterfront y The Pinnacle en Central Wharf, una torre residencial, de oficinas y comercial de 600 pies. centro. KPF también está diseñando el Centro de Innovación de Detroit de la Universidad de Míchigan 601 West Pender en Vancouver, 81 Newgate Street en Londres, y The Bermondsey Project en el sur de Londres, que creará alrededor de 1548 hogares. en el sitio. KPF también está planificando y diseñando el nuevo "campus inteligente y sostenible" de la Universidad de Ciencia y Tecnología de Hong Kong en Cantón.

### Proyectos recientes
- Centros de investigación científica avanzada de CUNY en la ciudad de Nueva York (2015)[24]
- 52 Lime Street en Londres (2018)[25]
- Torre de recursos de China en Shenzhen (2018)
- Floral Court y Covent Garden en Londres (2018)
- Torre Robinson en Singapur (2018)
- Hudson Yards en Nueva York (2019)
- Rosewood Bangkok en Bangkok (2019)
- Victoria Dockside en Hong Kong (2019)
- One Vanderbilt en la ciudad de Nueva York (2020)

## Hitos

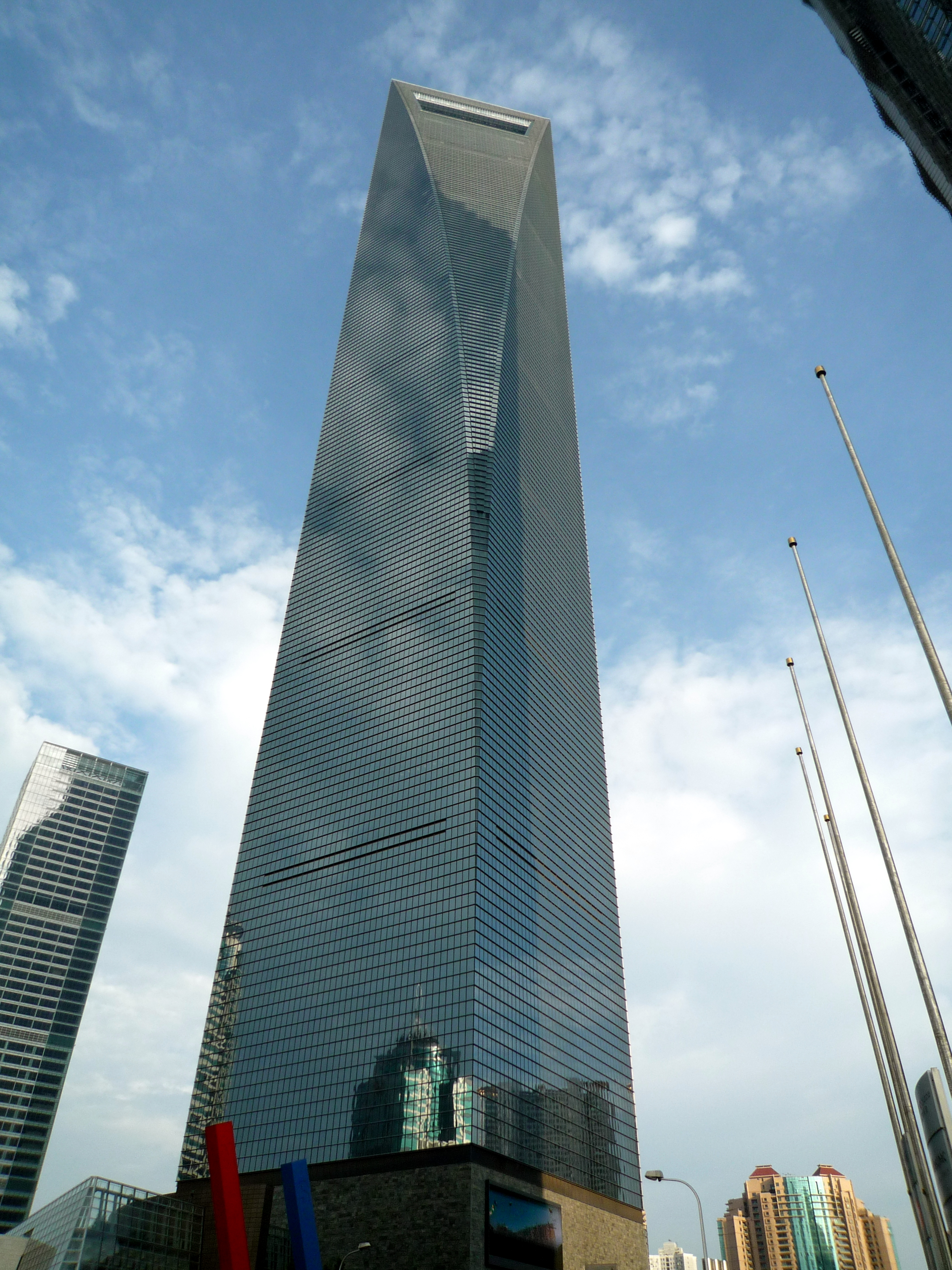
El Shangai World Financial Centr en Shanghái (China)

KPF ha participado en el diseño de algunos de los edificios más altos del mundo, entre ellos: el Ping An Finance Center en Shenzhen (600 m); la Lotte World Tower en Seúl (555 m); el CTF Finance Centre en Guangzhou (530 m); la Torre CITIC en Pekín (528 m); y el Shanghai World Financial Center en Shanghái (492 m).
KPF asume una gran cantidad de proyectos de restauración y renovación. Ejemplos de este trabajo incluyen la sede del Banco Mundial , Unilever House y The Landmark en Hong Kong. KPF ha sido reconocido por su colaboración en el lugar de trabajo. La intranet de KPF "Architectural Forum" se ha descrito en Architectural Record como un ejemplo de "un recurso que contribuye a un entorno de aprendizaje a través de la tutoría de apoyo a equipos e individuos con nuevas ideas y el intercambio de mejores prácticas".

## Iniciativas

### KPFui
KPF Urban Interface, abreviado KPFui, es una iniciativa de investigación de análisis de datos urbanos interdisciplinaria dentro de KPF. Fundada en 2012 por el diseñador y educador Luc Wilson, KPFui experimenta con el enriquecimiento del proceso de diseño característico de KPF con datos objetivos y medibles procedentes de los complejos contextos urbanos en los que trabaja la empresa. Sus herramientas computacionales únicas permiten a los diseñadores y desarrolladores evaluar las métricas de rendimiento del edificio en las primeras etapas de la concepción de un proyecto, analizando parámetros como la luz del día, las vistas y el viento, entre otros. La investigación se centra principalmente en experimentar con la visualización de datos, mostrando tales métricas "para que sean accesibles y comprensibles" y, en consecuencia, "fomentando un diálogo que sea completo e inclusivo" entre arquitectos, desarrolladores y el público por igual. KPFui implementa sus estudios analíticos en todas las escalas, desde el diseño de KPF de la torre supertall hasta el plan maestro urbano expansivo, ubicado en ciudades de todo el mundo. El equipo de KPFui trabaja en la oficina de la empresa en Nueva York, en la que tiene su sede KPF. Desde su fundación inicial, KPFui ha aplicado sus herramientas personalizadas de análisis de datos a más de 250 de los proyectos de la empresa, convirtiéndose en una parte integral de la metodología de diseño de la empresa.

## Proyectos seleccionados

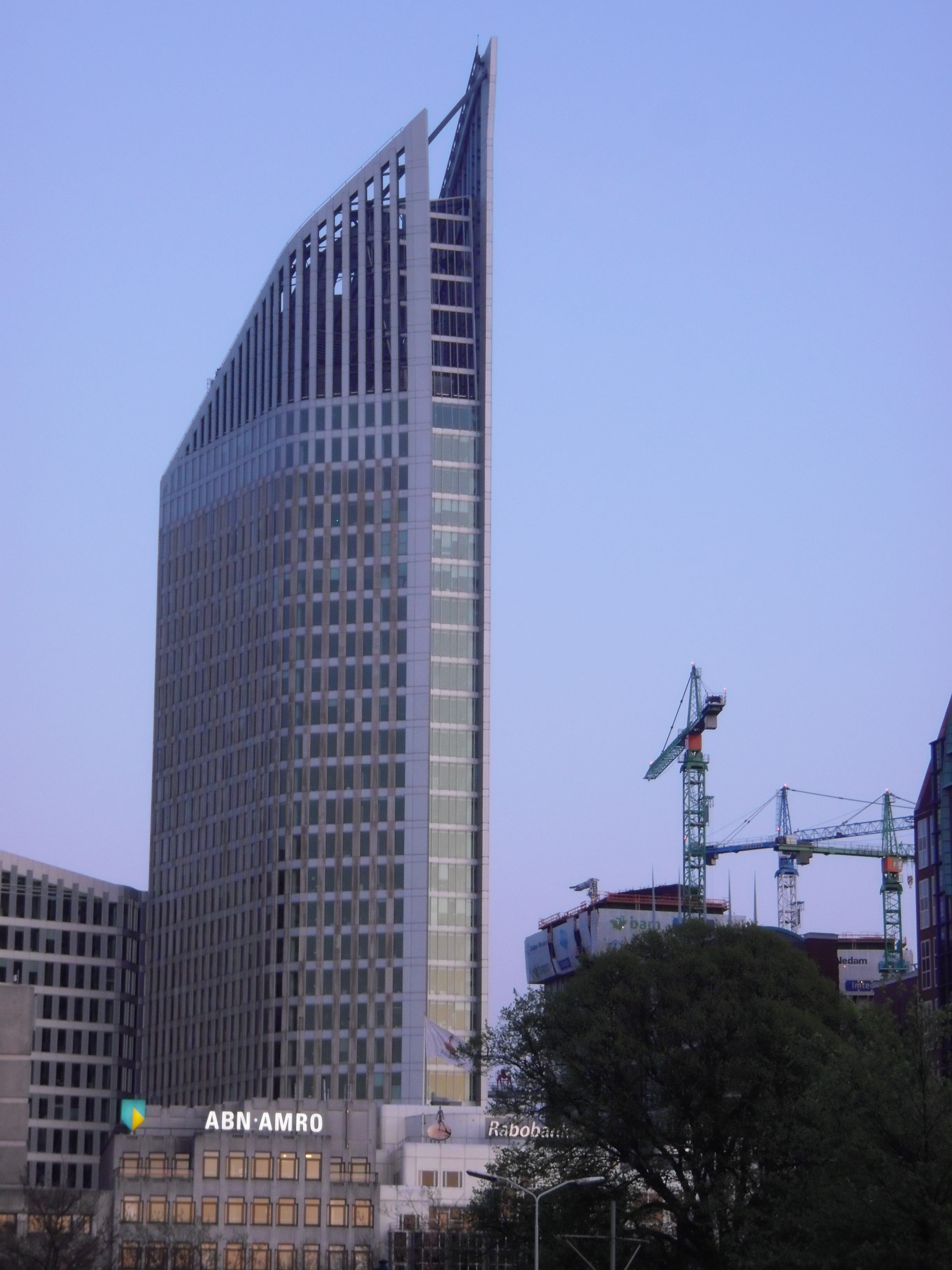
Hoftoren, La Haya

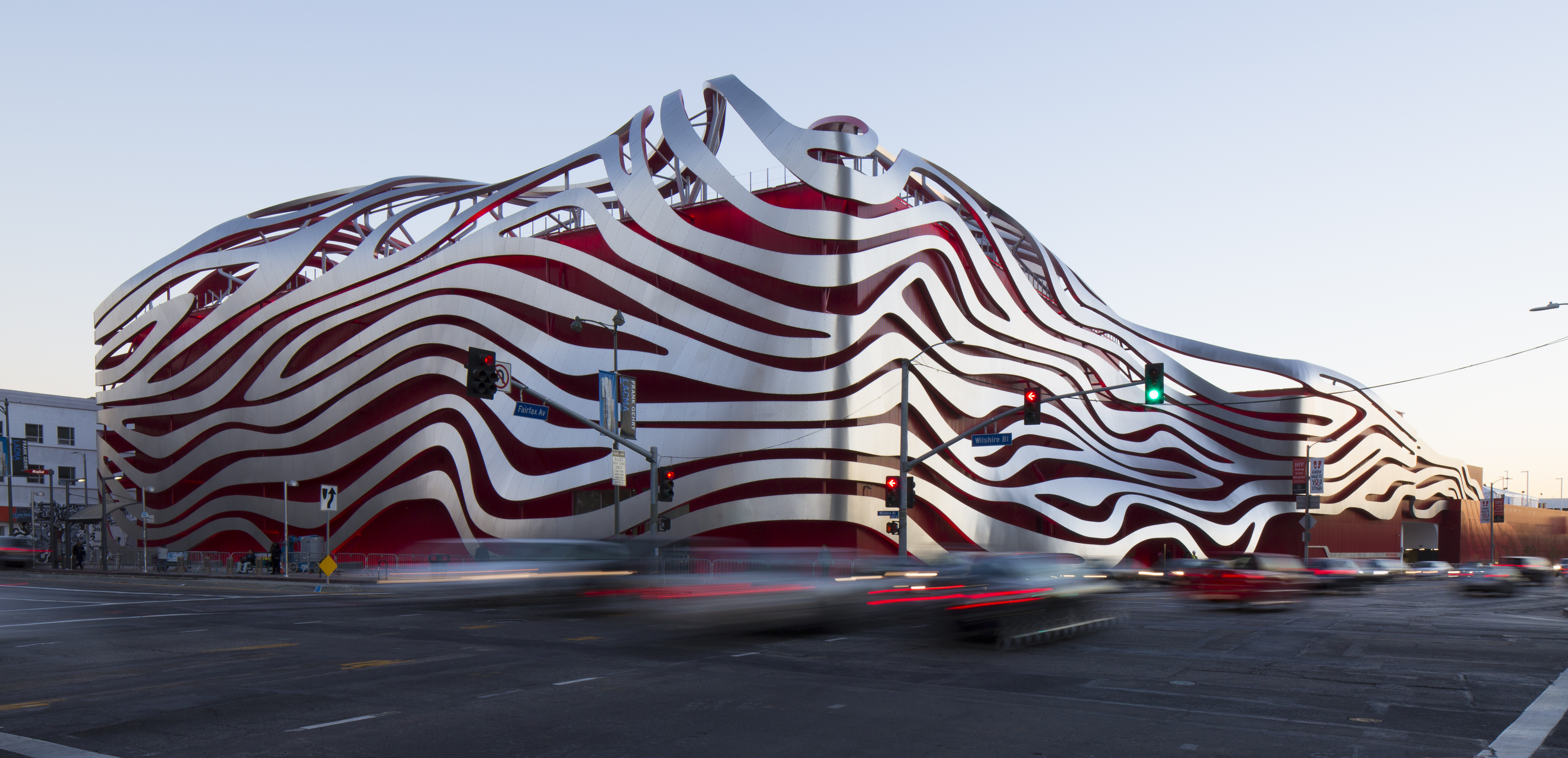
Petersen Automotive Museum, Los Ángeles

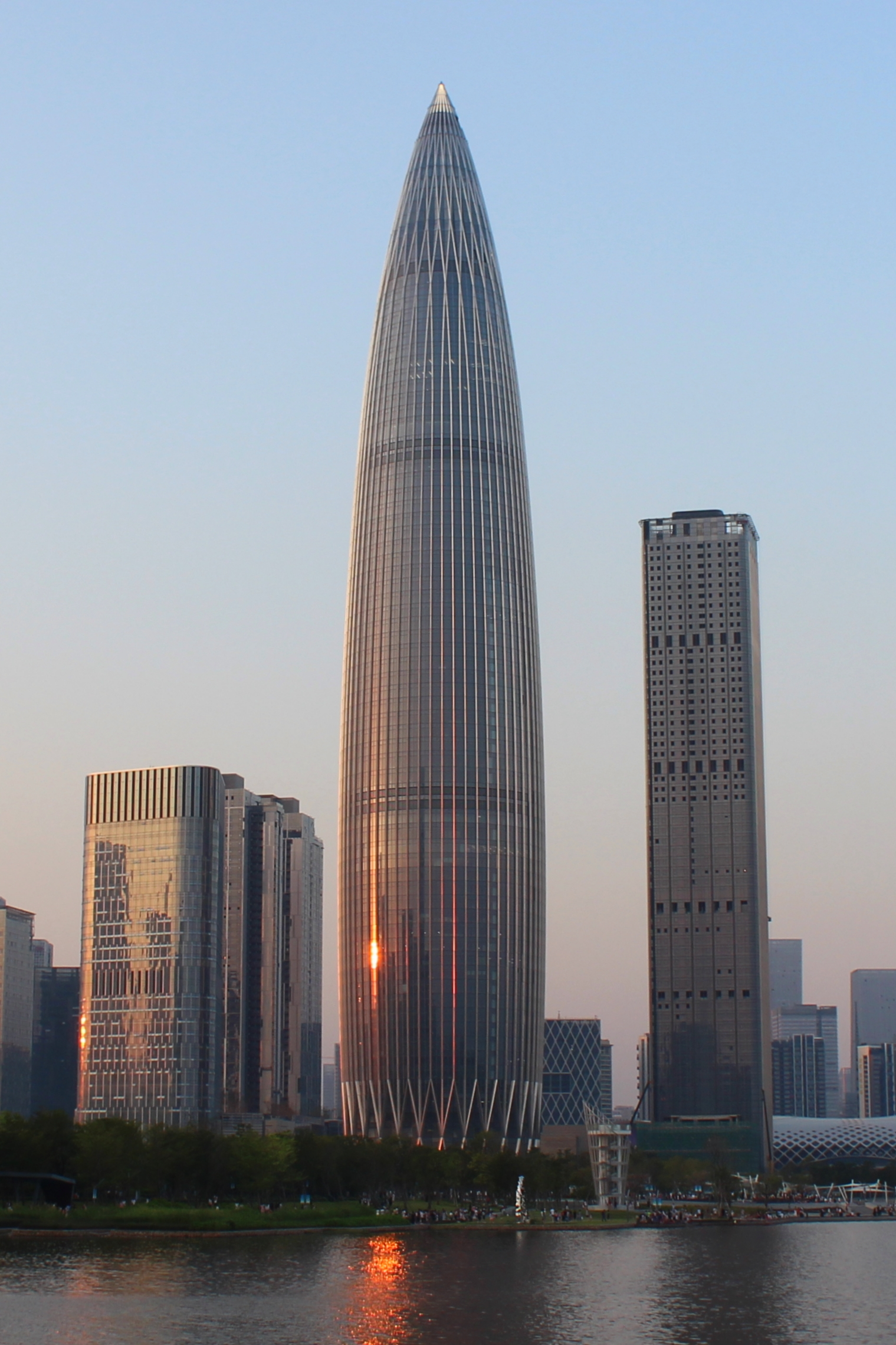
China Resources Headquarters, Shenzhen

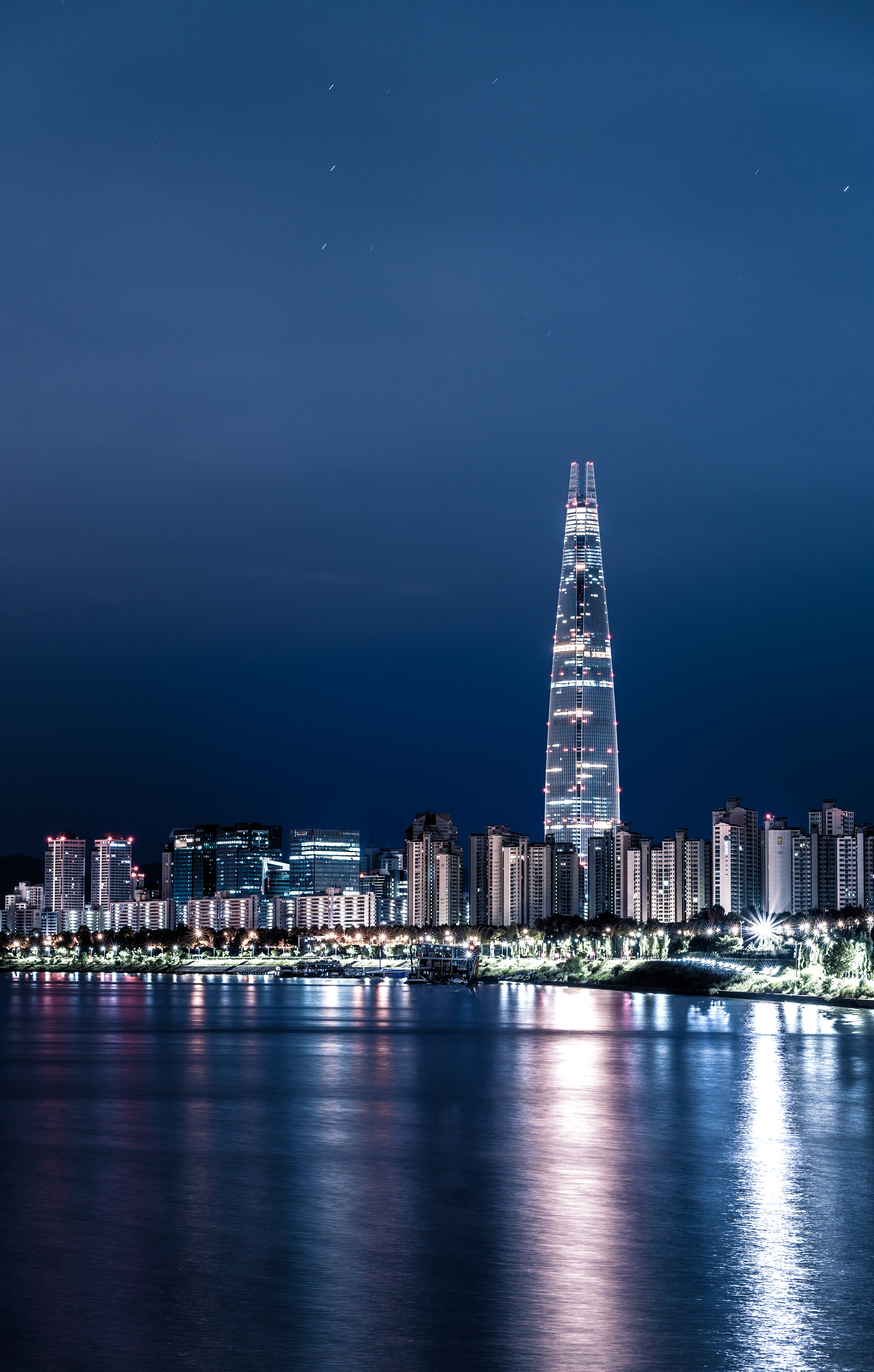
Lotte World Tower, Seúl

### Años 1980
- 333 Wacker Drive, Chicago, 1979-1983
- One Tabor Center, Denver, 1984
- Fifth Third Center, Nashville, 1986
- Accenture Tower, Mineápolis, 1987
- Two Logan Square, Filadelfia, 1987
- 388 Greenwich Street, Nueva York, 1988
- 1201 Third Avenue, Seattle, 1988
- 900 North Michigan Tower, Chicago, 1989

### Años 1990
- 311 South Wacker Drive Tower, Chicago, 1990
- 712 Fifth Avenue, Nueva York, 1990
- BNY Mellon Center, Filadelfia, 1990
- 121 West Trade, Charlotte, 1990
- Chifley Tower, Sídney, 1992
- Grant Thornton Tower, Chicago, 1992
- 1250 René-Lévesque, Montreal, 1992
- Westendstraße 1, Fráncfort, 1993
- Kastor und Pollux, Fráncfort, 1999
- Varsovia Financial Center, Varsovia, 1999

### Años 2000
- SGX Center, Singapur, 2000-2001
- G.T. International Tower, Makati, 2001
- 5 Times Square, Nueva York, 2002
- Mori Tower, Tokio, 2003
- Brickell Arch, Miami, 2004
- Shr-Hwa International Tower, Taichung, 2004
- Abu Dhabi Investment Authority Tower, Abu Dabi, 2006
- RBC Centre, Toronto, 2006
- CNOOC Building, Pekín, 2006
- Marina Tower, Beirut, 2007
- Shanghai World Financial Center, Shanghái, 2008, (492 m)
- Heron Tower, Londres, 2008

### Años 2010
- International Commerce Centre, Hong Kong, 2010, (484 m)
- Palacio de Justicia Robert H. Jackson, Búfalo, 2011
- Ritz-Carlton Toronto, 2011
- Tour First, París, 2011
- Hysan Place, Hong Kong, 2012
- Marina Bay Financial Centre, Singapur, 2013
- Northeast Asia Trade Tower, Incheon, 2014
- CTF Finance Centre, Guangzhou, 2016
- EY Tower, Toronto, 2017
- Lotte World Tower, Seúl, 2017
- The Scalpel, Londres, 2018
- Suzhou IFS, Suzhou, 2019
- 30 Hudson Yards, Nueva York, 2019
- 55 Hudson Yards, Nueva York, 2019

### Años 2020
- One Vanderbilt, Nueva York, 2020
- 5 World Trade Center, Nueva York, 2027 est.